# Station Chaville-Rive-Droite
Station Chaville-Rive-Droite is een spoorwegstation aan de spoorlijn Paris-Saint-Lazare - Versailles-Rive-Droite. Het ligt in de Franse gemeente Chaville in het departement Hauts-de-Seine (Île-de-France).

## Geschiedenis
Het station werd op 18 juli 1840 geopend. Het station had in het begin last van lage reizigersaantallen, met in 1844 gemiddeld slechts twee reizigers per dag. In november van dat jaar werd het station daarom gesloten. In juni 1863 werd het station heropend, maar alsnog bleef het aantal reizigers laag. Het aantal reizigers steeg in de loop der tijd, met 828 reizigers in 1938, 2 570 in 1973 en 3 500 reizigers per dag in 2003. Het station kent nu ongeveer 4000 reizigers per dag.

## Ligging
Het station ligt op kilometerpunt 18,605 van de spoorlijn Paris-Saint-Lazare - Versailles-Rive-Droite.

## Diensten
Het station wordt aangedaan door treinen van Transilien lijn L tussen Paris-Saint-Lazare en Versailles-Rive-Droite.

## Vorig en volgend station
| Richting               | Vorig station        | Lijn    | Volgend station        | Richting           |
| ---------------------- | -------------------- | ------- | ---------------------- | ------------------ |
| Versailles-Rive-Droite | Viroflay-Rive-Droite | Trans L | Sèvres - Ville-d'Avray | Paris-Saint-Lazare |
| La Verrière            | Versailles-Chantiers | Trans U | Sèvres - Ville-d'Avray | La Défense         |